# Carrboro
Carrboro é uma cidade  localizada no estado norte-americano de Carolina do Norte, no Condado de Orange.

## Demografia
Segundo o censo norte-americano de 2000, a sua população era de 16.782 habitantes.
Em 2006, foi estimada uma população de 16.577, um decréscimo de 205 (-1.2%).

## Geografia
De acordo com o United States Census Bureau tem uma área de
11,6 km², dos quais 11,6 km² cobertos por terra e 0,0 km² cobertos por água.

## Localidades na vizinhança
O diagrama seguinte representa as localidades num raio de 24 km ao redor de Carrboro.